# Kasteeldomein van Duras
Het Kasteeldomein van Duras is een 134 ha groot landgoed, behorende bij het Kasteel Duras, in de Belgische gemeente Sint-Truiden. Het strekt zich uit over de deelgemeenten Duras, Gorsem, Wilderen en Runkelen en wordt doorlopen door de Molenbeek.
Het landgoed ligt in Vochtig-Haspengouw en ontstond in zijn huidige vorm van 1787-1789, toen het huidige kasteel gebouwd werd en de eerder aanwezige burcht verving. Er was toen sprake van een ferme ornée, dus een combinatie met een landbouwbedrijf, doch omstreeks 1820 werd dit omgezet in een kasteelpark in vroege landschapsstijl. Er kwam een nieuwe moestuin, en op het voorplein van het kasteel kwam een graspartij met achthoekig waterbekken en een fontein, waar de toegangsweg aan beide zijden omheen loopt. Er volgden meer uitbreidingen, en in 1864 werd een vrijstaande boerderij gebouwd. In 1871 werd op de topografische kaart reeds een situatie weergegeven die weinig van de huidige verschilt.
De hoofdtoegangsweg begint op een vijfsprong van dreven en is een gekasseide dreef die via een brug naar het voorplein van het kasteel voert. Dit kasteel is geheel omgracht, en de gracht is de buitenste ringgracht van de vroegere burcht geweest, die echter werd omgevormd tot passend in de landschapsstijl.
Oorspronkelijk waren er achter het kasteel drie zichtlijnen, die echter tegenwoordig deels zijn dichtgegroeid. De paden volgen nog de oorspronkelijke loop, maar zijn deels dichtgegroeid. Ze vormen ook een verbinding met het noordelijk gelegen Zwartaardebos.
De moestuin, een hoogstamboomgaard, een boomkwekerij en een viertal serres zijn nog aanwezig. Verder is er een tuinmanshuis uit 1865 en een tot woning verbouwde oranjerie. Voorts is er een dienstgebouw. Er zijn diverse toegangen, elk voorzien van fraai hekwerk.
De Grevensmolen, een watermolen op de Molenbeek te Gorsem, maakt deel uit van dit geheel.

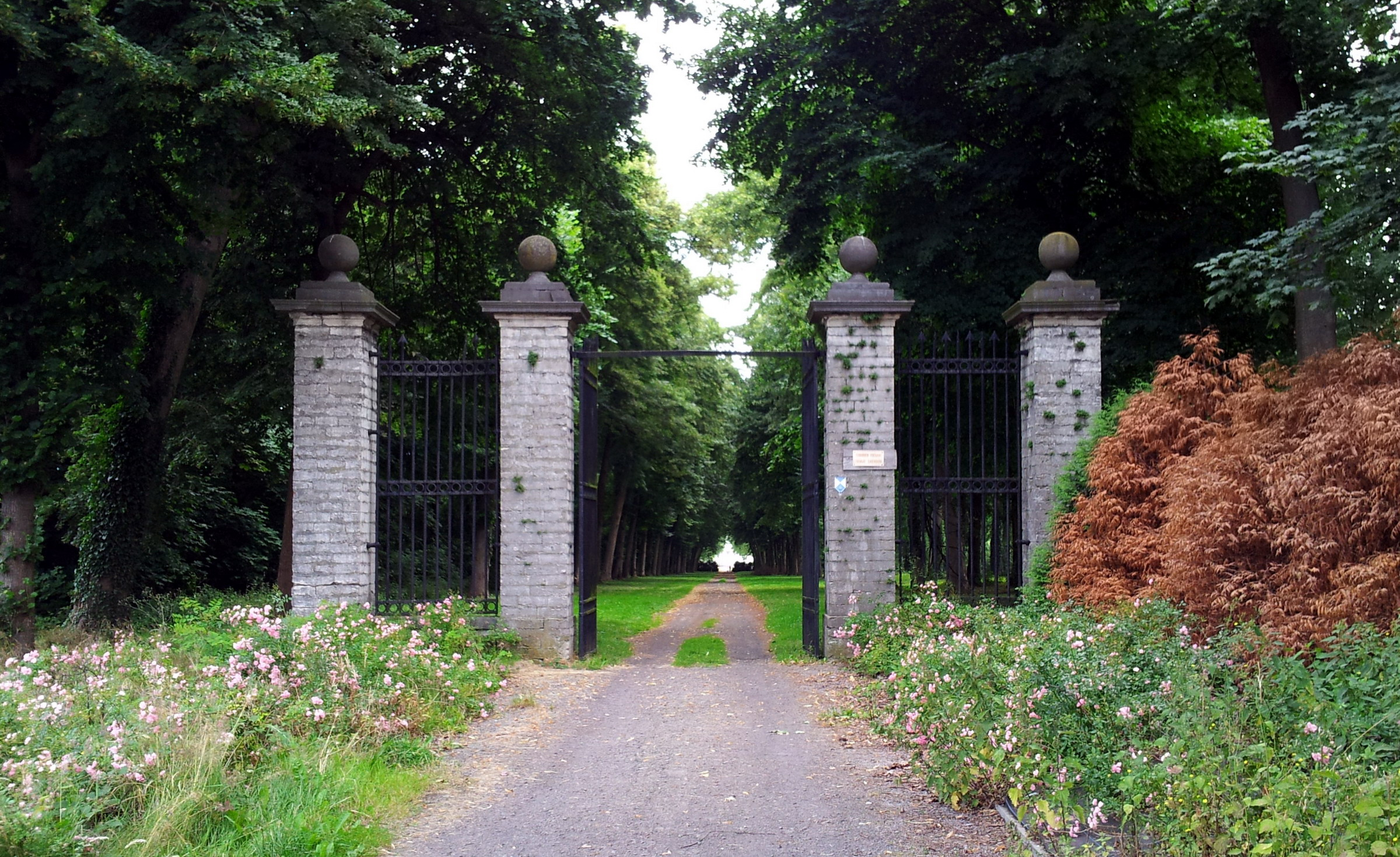
Toegangshek
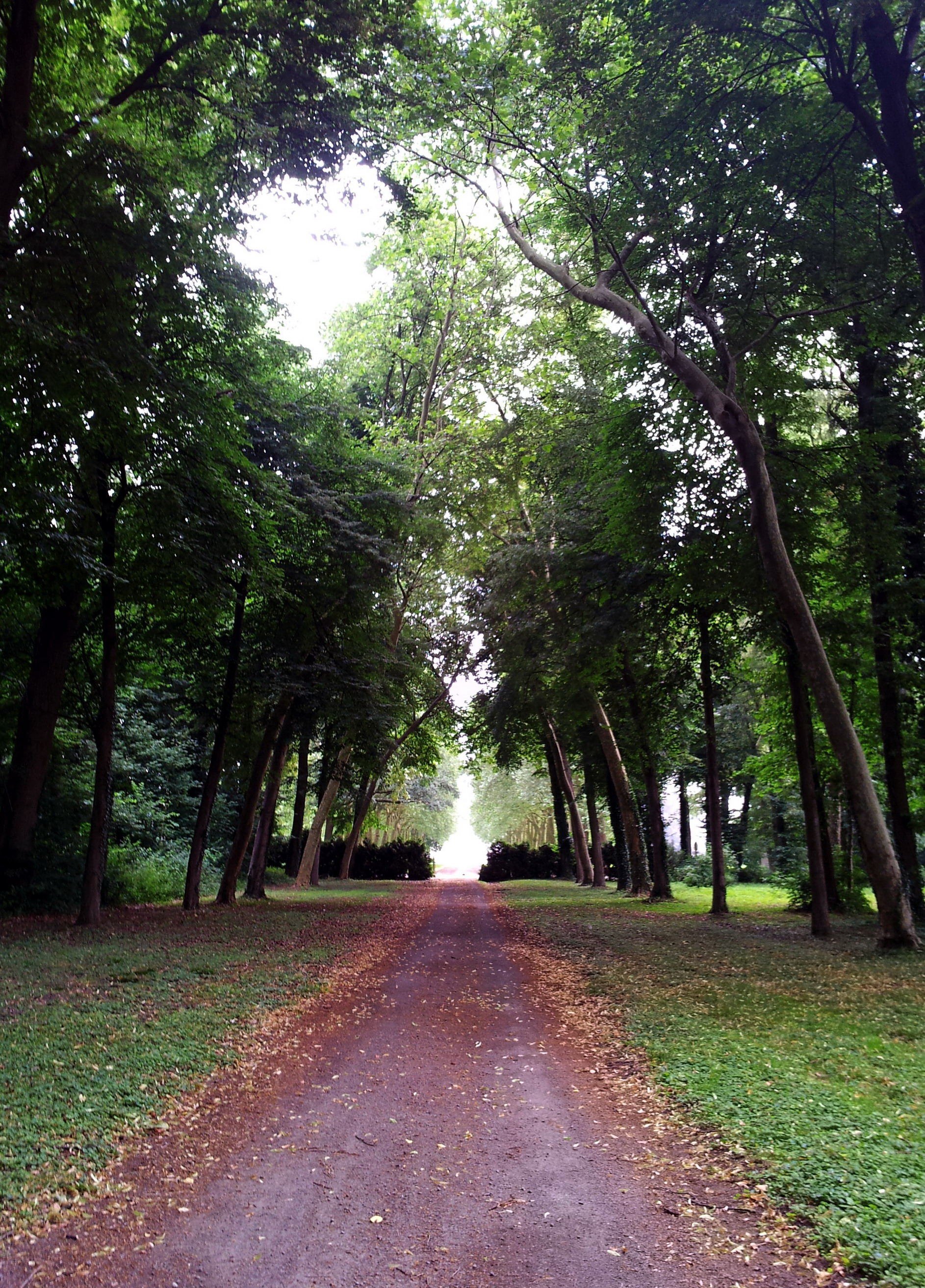
Platanendreef
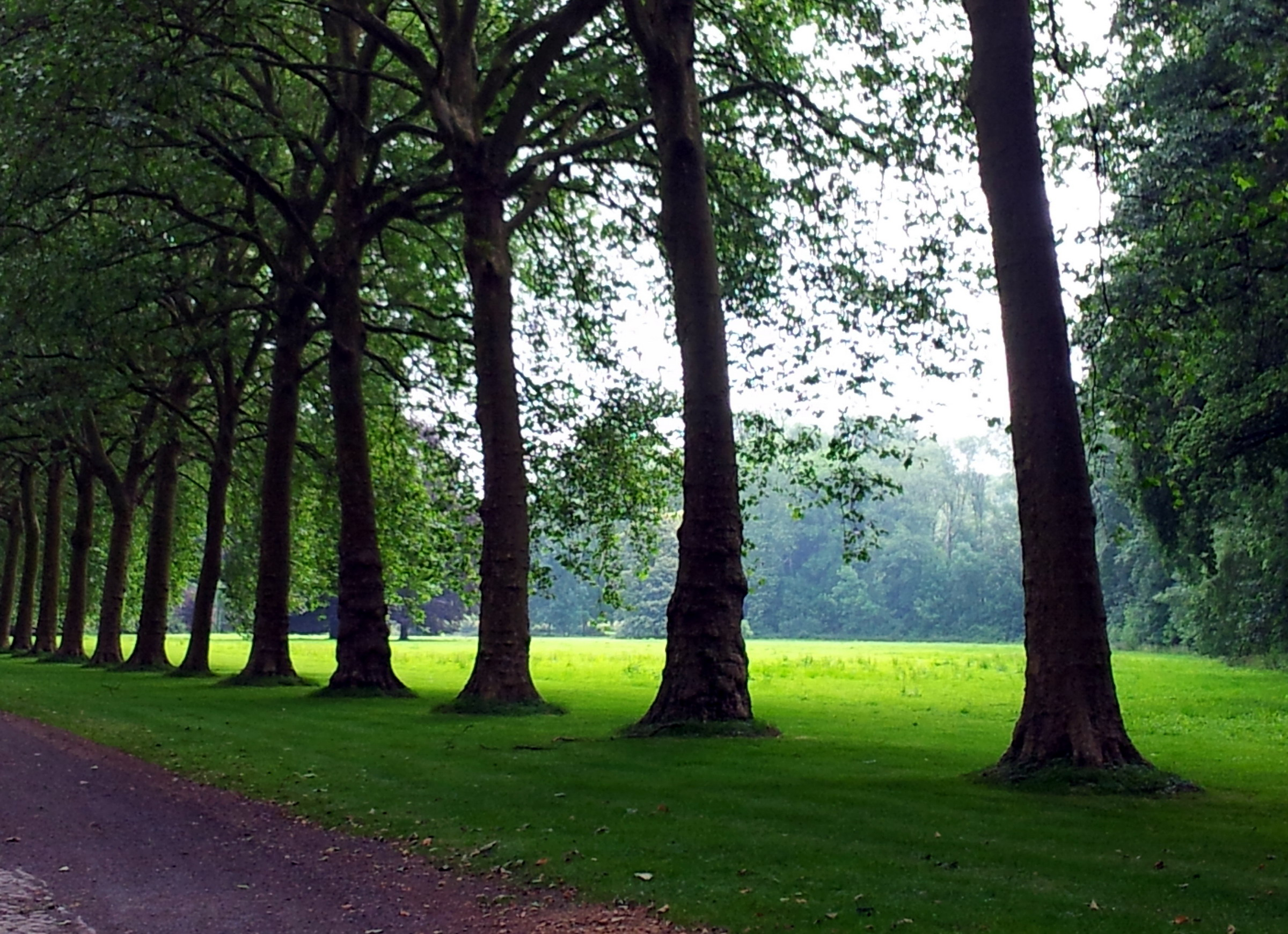
Kasteelpark